# Теобальд (епископ Брешиа)
Теобальд (Теодальд; лат. Theobaldus или Theodaldus; умер в середине VIII века) — епископ Брешиа в середине VIII века.

## Биография
В списках глав Брешианской епархии Теобальд упоминается как преемник Андрея I и предшественник Виталия. Он был епископом в городе Брешиа в середине VIII века. Хотя в трудах некоторых авторов приводятся и более точные даты (например, у П.-Б. Гамса это 750—756 годы), они не подтверждаются данными средневековых исторических источников. Единственное свидетельство о Теобальде — сообщение о его похоронах в брешианской церкви Святого Иоанна Крестителя.